# Boissy-le-Bois
 Boissy-le-Bois  là một xã thuộc tỉnh Oise trong vùng Hauts-de-France phía bắc Pháp. Xã này nằm ở khu vực có độ cao trung bình 101 mét trên mực nước biển.